# 하이퍼 연산

수학에서 하이퍼 연산 수열(Hyperoperation sequence)은 하이퍼 연산이라 불리는 덧셈, 곱셈, 거듭제곱으로 시작하는 이항연산 수열이다. 이 수열의 n번째 하이퍼 연산은 n의 그리스어 접두사에 접미사 -ation을 붙인 단어로 불리며,  커누스 윗화살표 표기법에서 (n-2)개의 화살표로 표기할 수 있다.

## 정의
하이퍼 연산 수열은  덧셈 (n = 1), 곱셈 (n = 2), 거듭제곱 (n = 3)으로 시작하는, {\displaystyle H_{n}} {\displaystyle \mathbb {N} }으로 첨수(添數)된 이항연산 수열이다. 하이퍼 연산 수열의 매개변수는 거듭제곱과 유사한 용어를 쓴다; 따라서 a는 밑, b는 지수
(또는 하이퍼 지수), n은 계수 (또는 등급)이다..
커누스 윗화살표 표기법을 이용하면, 우리는 하이퍼 연산을 다음과 같이 정의할 수 있다.
{\displaystyle H_{n}(a,b)=a\uparrow ^{n-2}b={\begin{cases}b+1&{\text{if }}n=0\\a&{\text{if }}n=1,b=0\\0&{\text{if }}n=2,b=0\\1&{\text{if }}n\geq 3,b=0\\H_{n-1}(a,H_{n}(a,b-1))&{\text{otherwise}}\end{cases}}}
(otherwise는 위에 주어진 조건들이 성립하지 않을 때를 뜻한다.)
이는 덧셈, 곱셈, 거듭제곱 다음에 무엇인지에 대한 답으로 해석할 수 있다. 참고로
- {\displaystyle a+b=1+(a+(b-1))}
- {\displaystyle a\times b=a+(a\times (b-1))}
- {\displaystyle a^{b}=a\times (a^{(b-1)})}

는 하이퍼 연산자들의 관계를 나타내며, 더 높은 연산자들을 정의할 수 있다. 높은 연산자에는 작은 수를 대입해도 매우 큰 숫자가 나온다. 더 자세한 내용을 보려면 테트레이션 문서를 보라.
일반적으로, 하이퍼 연산자들은 이전 하이퍼 연산자의 반복을 거듭하는 것을 뜻한다. 덧셈, 곱셈, 거듭제곱의 개념은 모두 하이퍼 연산이다; 덧셈 연산은 1을 거듭 더하는 것이고, 곱셈은 한 숫자를 거듭 더하는 것이며, 거듭제곱은 한 숫자를 거듭 곱하는 것이다.

## 예시
다음은 처음 여섯 개의 하이퍼 연산자이다.
| n | 연산                                                                   | 정의 | 이름                       | 영역                                            |
| - | ---------------------------------------------------------------------- | --- | -------------------------- | ----------------------------------------------- |
| 0 | {\displaystyle b+1}                                                    | {\displaystyle {1+{\underbrace {1+1+1+\cdots +1} _{b}}}}                                                      | hyper0, 증분(增分), 다음수 | 임의의 b                                        |
| 1 | {\displaystyle a+b}                                                    | {\displaystyle {a+{\underbrace {1+1+1+\cdots +1} _{b}}}}                                                      | hyper1, 덧셈               | 임의의 a,b                                      |
| 2 | {\displaystyle ab}                                                     | {\displaystyle {{\underbrace {a+a+a+\cdots +a} } \atop {b}}}                                                  | hyper2, 곱셈               | 임의의 a,b                                      |
| 3 | {\displaystyle a\uparrow b=a^{b}}                                      | {\displaystyle {{\underbrace {a\cdot a\cdot a\cdot a\cdot \ldots \cdot a} } \atop {b}}}                       | hyper3, 거듭제곱           | a > 0, b 실수, 또는 a가 0이 아닌 실수, b가 정수 |
| 4 | {\displaystyle a\uparrow \uparrow b={}^{b}a}                           | {\displaystyle {{\underbrace {a\uparrow a\uparrow a\uparrow \cdots \uparrow a} } \atop {b}}}                  | hyper4, 테트레이션         | a > 0, 정수 b ≥ −1                              |
| 5 | {\displaystyle a\uparrow \uparrow \uparrow b=a\uparrow ^{3}b}          | {\displaystyle {{\underbrace {a\uparrow \uparrow a\uparrow \uparrow \cdots \uparrow \uparrow a} } \atop {b}}} | hyper5, 펜테이션           | a와 b는 정수, a > 0, b ≥ 0                      |
| 6 | {\displaystyle a\uparrow \uparrow \uparrow \uparrow b=a\uparrow ^{4}b} | {\displaystyle {{\underbrace {a\uparrow ^{3}a\uparrow ^{3}\cdots \uparrow ^{3}a} } \atop {b}}}                | hyper6, 헥세이션           | a와 b는 정수, a > 0, b ≥ 0                      |

## 하이퍼 연산의 역사
하이퍼 연산이 맨 처음으로 토론된 경우는 1914년 알베르트 베네트가 "가환 하이퍼 연산"에 대한 이론을 개발했을 때이다. 약 12년 후, 빌헬름 아커만이 하이퍼 연산 수열과 어느 정도 연관성이 있는 함수
{\displaystyle \phi (a,b,n)}
를 정의했다.
원래 아커만 함수는 같은 반복 규칙을 사용했지만, 현대 하이퍼 연산과 최소 2가지의 다른 점이 있다.
그리고 1947년, Reuben Goodstein은 하이퍼 연산을 현재 쓰이는 방법으로 정의하였다. 그는 {\displaystyle G(n,a,b)}와 같은 기호를 사용했는데, 이는 커누스 윗화살표 표기법에서는 {\displaystyle a\uparrow ^{n-2}b}와 같다. 또한, Goodstein은 "테트레이션", "펜테이션", "헥세이션" 등 거듭제곱 이상의 연산에 명칭을 부여했다.

## 표기법
다음 목록은 하이퍼 연산을 표기하는 여러 가지 방법이다.
| 이름               | 표기법                                                                           | 비고                                                  |
| ------------------ | -------------------------------------------------------------------------------- | ----------------------------------------------------- |
| 기본 화살표 표기법 | {\displaystyle a\uparrow ^{n-2}b=H_{n}(a,b)}                                     | 커누스가 최초로 사용                                  |
| 굿스틴의 표기법    | {\displaystyle G(n,a,b)}                                                         | 굿스틴(Goodstein)이 최초로 사용                       |
| 초기 아커만 함수   | {\displaystyle A(a,b,n-1)=H_{n}(a,b)}                                            | 하이퍼 연산과는 약간 다르다.                          |
| 현대 아커만 함수   | {\displaystyle A(n,b-3)+3=H_{n}(2,b)}                                            | 밑이 2일 때의 하이퍼 연산과 동일하다.                 |
| 냄비어의 표기법    | {\displaystyle a\otimes ^{n}b}                                                   | 냄비어(Nambiar)가 최초로 사용                         |
| 상자 표기법        | {\displaystyle a{\,{\begin{array}{\|c\|}\hline {\!n\!}\\\hline \end{array}}\,}b} | Rubtsov과 Romerio가 최초로 사용                       |
| 어깨글자 표기법    | {\displaystyle a{}^{(n)}b}                                                       | 로버트 무나포(Robert Munafo)가 최초로 사용            |
| 아래글자 표기법    | {\displaystyle a{}_{(n)}b}                                                       | 작은 하이퍼 연산을 위해 무나포가 최초로 사용          |
| ASCII 표기법       | a [n] b                                                                          | 많은 온라인 포럼에서 사용; 상자 표기법을 기본으로 함. |

## 같이 보기
- 아커만 함수
- 커누스 윗화살표 표기법
- 콘웨이 화살표 사슬 표기법
- 테트레이션
- 큰 수